# Сарса-де-Тахо
Сарса-де-Тахо (ісп. Zarza de Tajo) — муніципалітет в Іспанії, у складі автономної спільноти Кастилія-Ла-Манча, у провінції Куенка. Населення — 330 осіб (2010).
Муніципалітет розташований на відстані близько 65 км на південний схід від Мадрида, 85 км на захід від Куенки.

## Демографія
Динаміка населення (INE ):